# Словацька консервативна партія
Словацька консервативна партія (словац. Slovenská konzervatívna strana, скорочено SKS), раніше відома як Мережа (словац. Sieť, стилізована як #SIEŤ), — правоцентристська політична партія в Словаччині. Заснована Радославом Прохазкою, колишнім членом Християнського демократичного руху (KDH).

## Історія
Партія була заснована Радіславом Прохазкою в червні 2014 року, після  президентських виборів 2014 року. Опитування давали МЕРЕЖІ (тодішня назва) понад 10%, і вона другою після  Курс — СД та повинна була стати основною правоцентристською партією після  парламентських виборів 2016 року. 
Але, фактично, партія отримала лише 5,6% голосів і 10 місць на виборах. Низька підтримка МЕРЕЖІ була однією з багатьох сюрпризів виборів.  МЕРЕЖА стала частиною правлячої коаліції під керівництвом Курсу — СД, що призвело до розколу партії та ще однієї втрати підтримки та відходу членів, у тому числі 3-х депутатів. Партія знизилася до 1% у опитуваннях.  У серпні 2016 року Прохазка був замінений Романом Брекелі.  5 депутатів під керівництвом Андрія Грнчяра залишили партію з наміром приєднатися до партії Міст-Гід. Це залишило МЕРЕЖІ лише 2 членів парламенту. 
Прем'єр-міністр Роберт Фіцо оголосив 19 серпня, що міністри МЕРЕЖІ подадуть у відставку, а МЕРЕЖА буде інтегрована в одну з інших партій коаліції.  У січні 2017 року МЕРЕЖА оголосила, що вона буде інтегрована в Європейську демократичну партію. Інтеграція, швидше за все, відбудеться навесні 2017 року. 
Коли Радослав Прохазка вирішив відмовитися від свого місця, МЕРЕЖА втратив ще одного депутата. Прохазка був замінений на Зузану Сіменова, яка вирішила бути незалежною.  3 травня 2017 року МЕРЕЖА втратила свій останній мандат. 
Роман Брекелі подав у відставку лідера партії 10 травня 2017 року. Марек Чепко став виконуючим обов'язки лідера.  10 вересня 2017 року Івана Зузулу було обрано новим керівником. 
МЕРЕЖА оголосила у червні 2018 року, що вона змінить свою назву на «Словацька консервативна партія».  Назву було змінено 4 липня 2018 року. 